# فيكاس باهل
فيكاس باهل (بالإنجليزية: Vikas Bahl)‏ (مواليد 1971) هو مُنتج ومخرج وكاتب أفلام هندية، والذي عُرف بعمله في بوليوود. أنتج الأفلام تحت اسم شركة فانتوم للأفلام، وكان الرئيس السابق لUTV بقعة بوي. كان قد حصل على ثلاث من جوائز الفيلم الوطني، وإحدى وجائزة فيلم فير.

## الحياة المهنية
بدأ باهل مشواره الفني بالإعلانات، وعمل لِعدة سنوات في خدمة العملاء، ثُم انضم إلى UTV. ثم بدأ في سنة 2011 عمله في شركة فانتوم للأفلام مع أنوراغ كاشياب. عمل على مدى سنوات كمخرج وعمل مع عدة مخرجين مثل فيشال بهاردواج، أنوراغ كاشياب، راجكومار غوبتا.
أيضاً في عام 2011، وقال أنه شارك في إخراج حزب Chillar وحصل على جائزة الفيلم الوطني لأفضل سيناريو، جنباً إلى جنب مع نيتش تيواري وفيجاي موريا. كما حصل الفيلم على جائزة الفيلم الوطني لأفضل فيلم أطفال.

## الأعمال

### كمنتج
| العام | الفيلم                      |
| ----- | --------------------------- |
| 2008  | Aamir                       |
| 2008  | Welcome to Sajjanpur        |
| 2009  | Dev.D                       |
| 2009  | ExTerminators               |
| 2010  | Udaan                       |
| 2011  | No One Killed Jessica       |
| 2011  | 7 Khoon Maaf                |
| 2011  | Thank You                   |
| 2013  | Ugly                        |
| 2013  | لوتيرا                      |
| 2014  | هاسي توه فاسي               |
| 2014  | GhoomketuN.(بعد الإنتاج)    |
| 2014  | N.H10.(بعد الإنتاج)         |
| 2014  | Bombay Velvet.(بعد الإنتاج) |
| 2015  | بومباي المخملية             |

### كمخرج
| العام | الفيلم        |
| ----- | ------------- |
| 2014  | كوين          |
| 2011  | Chillar Party |
| 2015  | شاندار        |
| 2019  | سوبر 30       |

## روابط خارجية
- فيكاس باهل على موقع IMDb (الإنجليزية)
- فيكاس باهل على موقع ألو سيني (الفرنسية)
- فيكاس باهل على موقع أول موفي (الإنجليزية)
- فيكاس باهل على موقع قاعدة بيانات الفيلم (الإنجليزية)
- فيكاس باهل على موقع كينوبويسك (الروسية)